# Heterotetracystis akinetos
Heterotetracystis akinetos, vrsta zelenih algi iz porodice Tetracystaceae. H. akinetos je terestrijalna vrsta otkrivena na području državne šume Cedars of Lebanon State Forest, u Tenneesseeju.

## Sinonimi
- Heterotetracystis macrogranulosa Ed.R.Cox & T.R.Deason 1968